# Parafia św. Stanisława Biskupa i Męczennika w Warren
Parafia św. Stanisława Biskupa i Męczennika w Warren (ang. St. Stanislaus Bishop & Martyr’s Parish) – parafia rzymskokatolicka położona w West Warren, Massachusetts, Stany Zjednoczone.
Jest ona jedną z wielu etnicznych, polonijnych parafii rzymskokatolickich w Nowej Anglii z mszą świętą w języku polskim dla polskich imigrantów.
Ustanowiona w 1908 roku. Parafia została dedykowana św. Stanisławowi ze Szczepanowa